# Flynn Ogilvie
Pour les articles homonymes, voir Ogilvie.
Flynn Ogilvie est un joueur australien de hockey sur gazon et médaillé d'or aux Jeux du Commonwealth.

## Vie personnelle
Ogilvie est né à Wollongong.

## Carrière

### Équipe nationale des moins de 21 ans
Ogilvie a représenté l'Australie pour la première fois en 2010, aux Jeux olympiques de la jeunesse à Singapour. Il s'agissait de la première édition de hockey sur gazon aux Jeux olympiques de la jeunesse, l'Australie remportant la première médaille d'or.
En 2013, Ogilvie a de nouveau représenté l'Australie au niveau junior à trois reprises. Au Festival olympique de la jeunesse australienne de 2013, Ogilvie était membre de l'équipe australienne médaillée d'or dans la compétition masculine.
Lors de la Coupe d'Océanie junior 2013, l'Australie a remporté l'or, se qualifiant pour la Coupe du monde des moins de 21 ans. À la Coupe du monde junior, Ogilvie a de nouveau représenté les Australiens des moins de 21 ans, aidant l'équipe à terminer 5e.

### Équipe première
Ogilvie a fait ses débuts internationaux seniors en 2014, dans une série de tests contre l'Inde à Perth.
Depuis ses débuts, Ogilvie est devenu un membre régulier de l'équipe australienne.
Plus particulièrement, Ogilvie a été membre de l'équipe australienne médaillée d'or aux Jeux du Commonwealth de 2018. Cela a marqué un 6e titre record pour l'équipe australienne, remportant à chaque édition de Hockey sur gazon aux Jeux du Commonwealth.